# Heinrich-Joachim von Morgen
Heinrich-Joachim von Morgen (ur. 1 lutego 1902 roku w  Berlinie, zm. 28 maja 1932 roku w Nürburgu) – niemiecki kierowca wyścigowy, szofer i mechanik samochodowy.

## Kariera
W swojej karierze von Morgen startował głównie w wyścigach Grand Prix. W sezonie 1930 odnosił zwycięstwa w Eifelrennen oraz Grand Prix Czechosłowacji. W Grand Prix Lyonu stanął na drugim stopniu podium, a w Grand Prix Rzymu był trzeci. Rok później dwukrotnie stawał na drugim stopniu podium - w Eifelrennen i Avusrennen. Zginął w wypadku na torze Nürburgring w czasie wyścigu Eifelrennen.